# Базга
Базга (рум. Bazga) — село у повіті Бакеу в Румунії. Входить до складу комуни Хорджешть.
Село розташоване на відстані 227 км на північ від Бухареста, 22 км на південь від Бакеу, 96 км на південний захід від Ясс, 131 км на північний захід від Галаца, 135 км на північний схід від Брашова.

## Населення
За даними перепису населення 2002 року у селі проживали 723 особи, з них 720 осіб (99,6%) румунів. Усі жителі села рідною мовою назвали румунську.